# Pjesma Eurovizije 1963.
Eurovizija 1963. bila je 8. Eurovizija održana 23. ožujka 1963. u BBC Television Centru,  London, Ujedinjeno Kraljevstvo. Voditeljica je bila Katie Boyle. Francuska je pobijedila prošle godine, ali nije organizirala ovu Euroviziju. Glavni razlog zašto Francuska nije organizirala Euroviziju jest zato što su 1959. i 1961. organizirali Euroviziju pa nisu željeli još jednom tako brzo.
Pobijedila je Danska s pjesmom Dansevise koju su pjevali Grethe & Jørgen Ingmann. Ovo je bila prva pobjeda Danske te su iduće godine organizirali natjecanje. Natjecanje je obilježila prva velika kontroverza oko "susjedskog" glasovanja. Norveška se redovno javila da podijeli svoje glasove, ali voditeljica nije mogla čuti norveškog predstavnika, pa je zatražila da se norveški glasovi pročitaju na kraju glasovanja. Ipak, televizijska je publika mogla čuti da je Norveška najveći broj bodova dodijelila Švicarskoj. Javivši se na kraju glasovanja Norveška mijenja svoje prvobitne glasove i najveći broj bodova dodjeljuje susjedima Dancima. Švicarska je protestirala, ali pobjeda je ipak pripala Danskoj. Ovaj je slučaj utjecao na pojačanu ulogu EBU-ova povjerenika koji kontrolira pristigle glasove prije nego što se oni javno pročitaju. Na probnom glasanju (dan prije finala) Jugoslavija je bila pobjednik.

## Rezultati
| Broj | Zemlja                 | Jezik              | Pjevač                  | Pjesma                            | Pozicija | Bodovi |
| ---- | ---------------------- | ------------------ | ----------------------- | --------------------------------- | -------- | ------ |
| 1    | Ujedinjeno Kraljevstvo | engleski           | Ronnie Carroll          | "Say Wonderful Things"            | 4        | 28     |
| 2    | Nizozemska             | nizozemski         | Annie Palmen            | "Een speeldoos"                   | 13       | 0      |
| 3    | Njemačka               | njemački           | Heidi Brühl             | "Marcel"                          | 9        | 5      |
| 4    | Austrija               | njemački, engleski | Carmela Corren          | "Vielleicht geschieht ein Wunder" | 7        | 16     |
| 5    | Norveška               | Norveški           | Anita Thallaug          | "Solvherv"                        | 14       | 0      |
| 6    | Italija                | talijanski         | Emilio Pericoli         | "Uno per tutte"                   | 3        | 37     |
| 7    | Finska                 | finski             | Laila Halme             | "Muistojeni laulu"                | 15       | 0      |
| 8    | Danska                 | danski             | Grethe & Jørgen Ingmann | "Dansevise"                       | 1        | 42     |
| 9    | Jugoslavija            | hrvatski           | Vice Vukov              | "Brodovi"                         | 11       | 3      |
| 10   | Švicarska              | francuski          | Esther Ofarim           | "T'en va pas"                     | 2        | 40     |
| 11   | Francuska              | francuski          | Alain Barrière          | "Elle était si jolie"             | 5        | 25     |
| 12   | Španjolska             | španjolski         | José Guardiola          | "Algo Prodigioso"                 | 12       | 2      |
| 13   | Švedska                | švedski            | Monica Zetterlund       | "En gång i Stockholm"             | 16       | 0      |
| 14   | Belgija                | nizozemski         | Jacques Raymond         | "Waarom?"                         | 10       | 4      |
| 15   | Monako                 | francuski          | Françoise Hardy         | "L'amour s'en va"                 | 5        | 25     |
| 16   | Luksemburg             | francuski          | Nana Mouskouri          | "À force de prier"                | 8        | 13     |

| Pjesma Eurovizije | Pjesma Eurovizije |
| --- | ----------------- |
| |                   |
| 01956. • 1957. • 1958. • 1959. • 1960. 1961. • 1962. • 1963. • 1964. • 1965. • 1966. • 1967. • 1968. • 1969. • 1970. 1971. • 1972. • 1973. • 1974. • 1975. • 1976. • 1977. • 1978. • 1979. • 1980. 1981. • 1982. • 1983. • 1984. • 1985. • 1986. • 1987. • 1988. • 1989. • 1990. 1991. • 1992. • 1993. • 1994. • 1995. • 1996. • 1997. • 1998. • 1999. • 2000. 2001. • 2002. • 2003. • 2004. • 2005. • 2006. • 2007. • 2008. • 2009. • 2010. 2011. • 2012. • 2013. • 2014. • 2015. • 2016. • 2017. • 2018. • 2019. • 2020. 2021. • 2022. • 2023. • 2024. • 2025. |                   |

| Pjesma Eurovizije | Pjesma Eurovizije |
| --- | ----------------- |
| |                   |
| 01956. • 1957. • 1958. • 1959. • 1960. 1961. • 1962. • 1963. • 1964. • 1965. • 1966. • 1967. • 1968. • 1969. • 1970. 1971. • 1972. • 1973. • 1974. • 1975. • 1976. • 1977. • 1978. • 1979. • 1980. 1981. • 1982. • 1983. • 1984. • 1985. • 1986. • 1987. • 1988. • 1989. • 1990. 1991. • 1992. • 1993. • 1994. • 1995. • 1996. • 1997. • 1998. • 1999. • 2000. 2001. • 2002. • 2003. • 2004. • 2005. • 2006. • 2007. • 2008. • 2009. • 2010. 2011. • 2012. • 2013. • 2014. • 2015. • 2016. • 2017. • 2018. • 2019. • 2020. 2021. • 2022. • 2023. • 2024. • 2025. |                   |